# Митусов, Василий Петрович
Василий Петрович Митусов (1754—1821) — полковник, действительный статский советник; калужский губернатор (1797—1798), новгородский губернатор (1800—1802).

## Биография

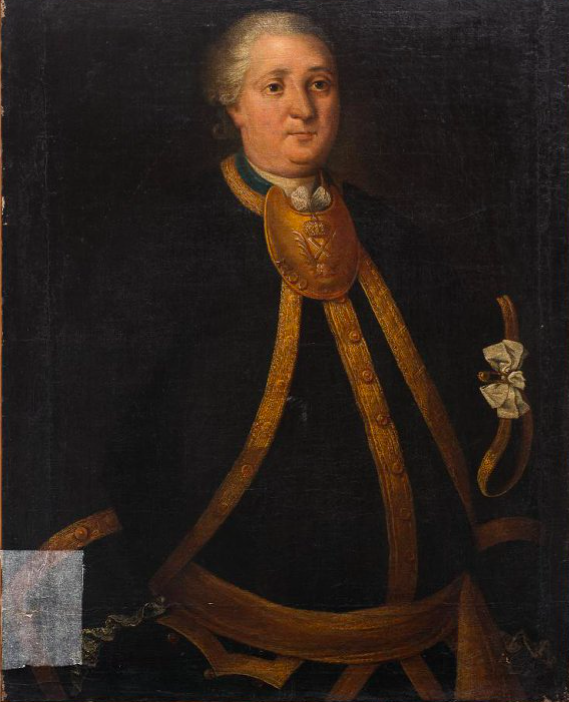
Портрет отца Петра Степановича Митусова (1722—1784). Неизвестный художник. 1760-е гг.

Родился 6 (17) марта 1754 года. Происходил из дворянского рода Митусовых; отец — Пётр Степанович Митусов (?—1784), поручик лейб-гвардии Преображенского полка. В семье было ещё три сына и две дочери: Пётр (1750—1823), Степан, Наталья и Анна.
С 1769 года находился на военной службе. В 1775 году из полковых сержантов был произведён в прапорщики лейб-гвардии Преображенского полка. В 1783—1789 капитан того же полка. В 1789 году переведён в армию полковником.
Масон и розенкрейцер, член теоретического градуса, работал под руководством И. А. Поздеева.
С 1791 года — помощник правителя Калужского наместничества (с момента образования Калужской губернии, 12 декабря 1796 года — вице-губернатор). Исполнял должность Калужского губернатора с 19 марта 1797 по 5 апреля 1798 года.
В 1797 году в Калужскую губернию под надзор полиции был выслан А. Н. Радищев, он проживал в сельце Немцове Малоярославецкого уезда. Из предписания генерал-прокурора А. Б. Куракина калужскому вице-губернатору В. П. Митусову: «Милостивый государь мой Василий Петрович! Находившийся в Сибири Александр Радищев ныне по высочайшему е.и.в. указу оттуда освобожден, и дозволено ему жить в деревнях его, начальнику же губернии — предписать, чтобы наблюдаемо было за его поведением и перепискою».
В 1800—1802 годах занимал должность новгородского губернатора.
Умер 27 октября (8 ноября) 1821 года. Похоронен в Москве в Даниловом монастыре вместе с женой Елизаветой Васильевной (?—1838) (некрополь ликвидирован после закрытия монастыря в 1930 г.).